# Tacca ankaranensis
Tacca ankaranensis är en enhjärtbladig växtart som beskrevs av Bard.-vauc. Tacca ankaranensis ingår i Taccasläktet, och familjen Dioscoreaceae. Inga underarter finns listade i Catalogue of Life.

## Bildgalleri

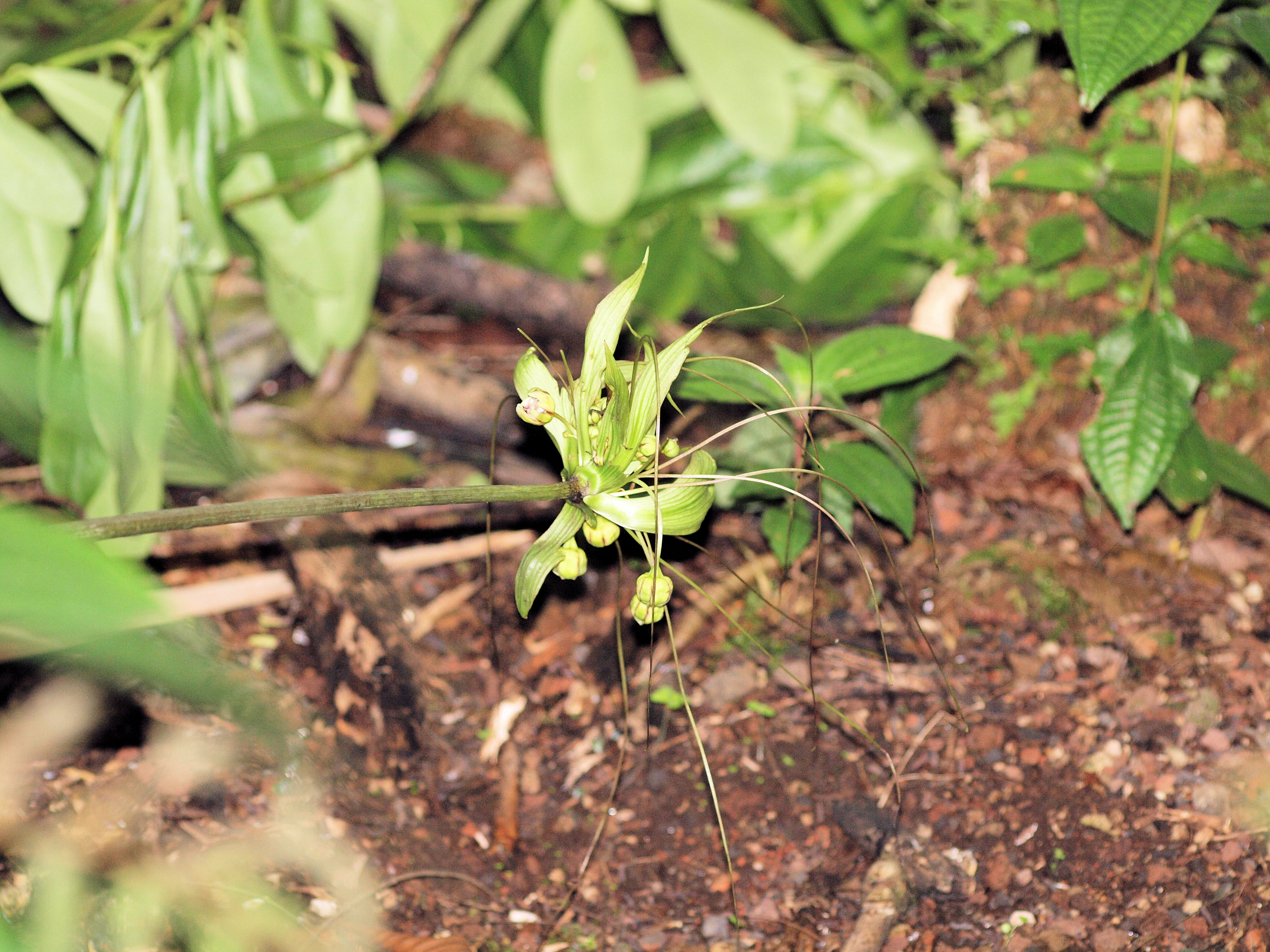
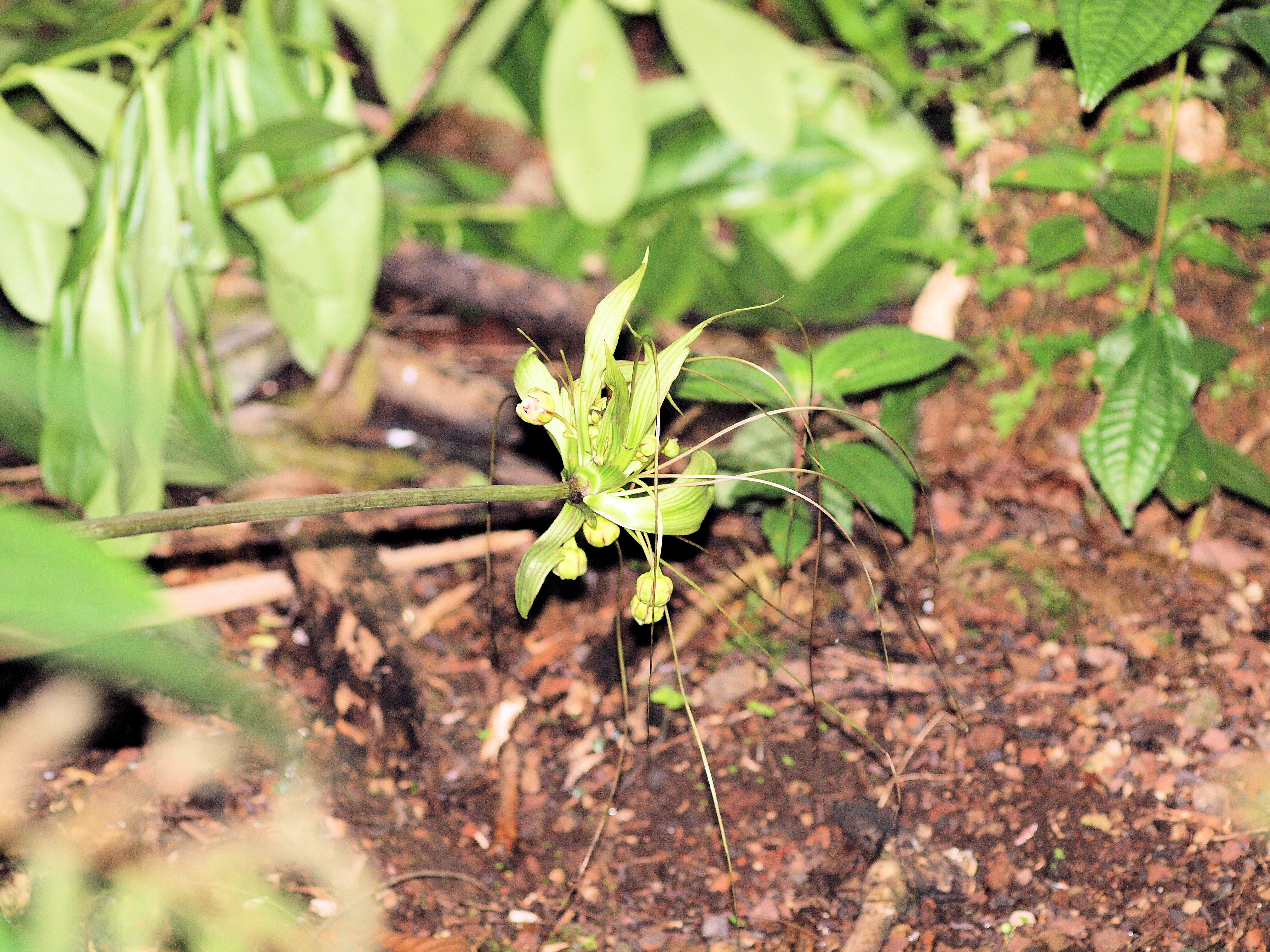
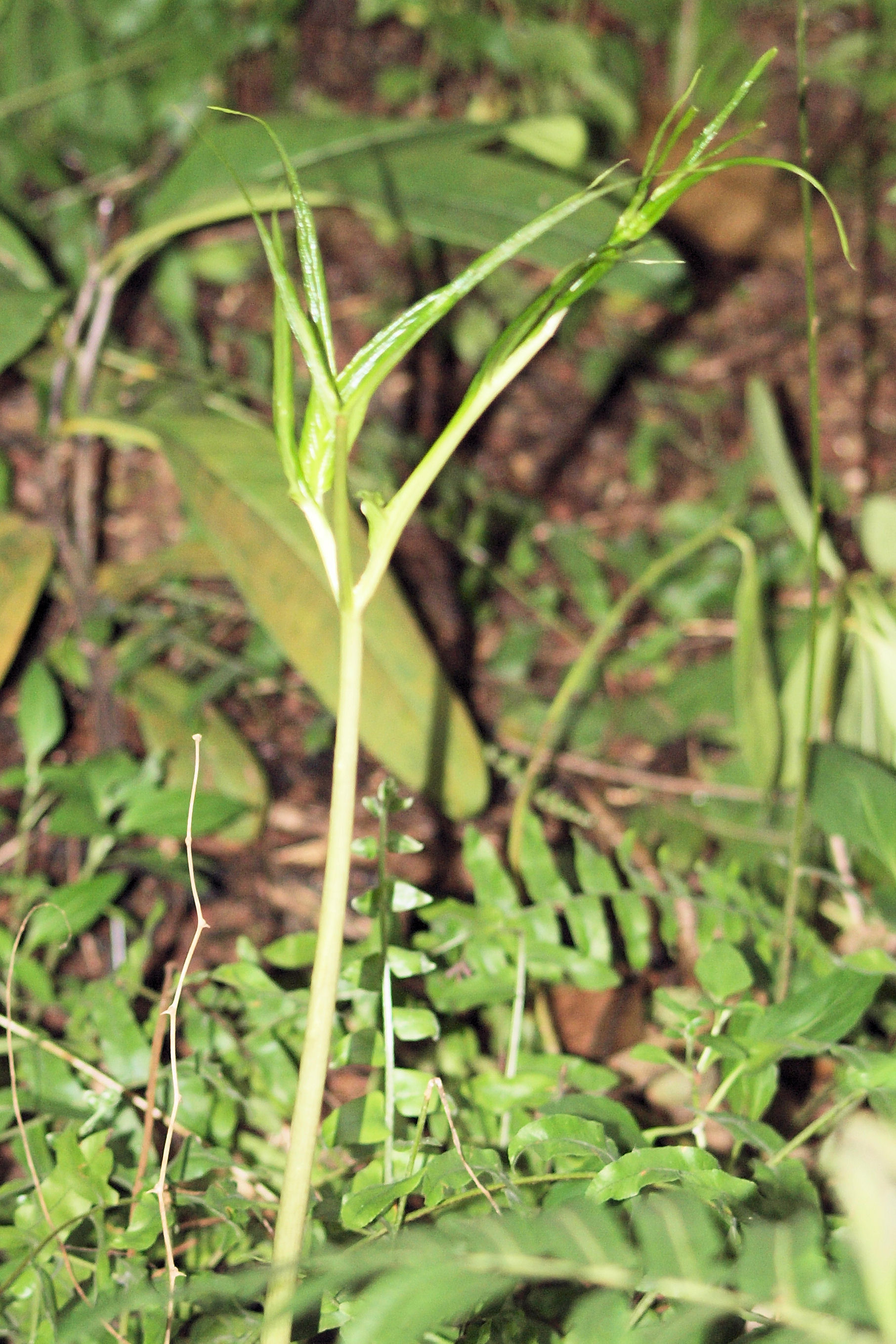